# Melodi Grand Prix 2019
A 2019-es Melodi Grand Prix egy norvég zenei verseny volt, melynek keretén belül a közönség és a nemzetközi zsűrik kiválasztották, hogy ki képviselje Norvégiát a 2019-es Eurovíziós Dalfesztiválon, Tel-Avivban. A 2019-es Melodi Grand Prix volt az ötvenhetedik norvég nemzeti döntő.
Az élő műsorsorozatba ezúttal is tíz dal versengett az Eurovíziós Dalfesztiválra való kijutásért. A sorozat ismét egyfordulós volt; csak egy döntőt rendeznek, 2019. március 2-án, ahol a nézők és a nemzetközi zsűrik döntöttek mindenről.
A verseny győztese a KEiiNO lett, akik a Spirit In The Sky magyarul: Szellem az égen című dalával képviselte az országot Tel-Avivban.

## Helyszín
Immáron ötvennegyedjére rendezte Oslo a versenyt, valamint huszadjára adott otthont az Oslo Spektrum a versenynek. Legutoljára 2018-ban rendezte ugyanez a helyszín a versenyt, amikor Alexander Rybak nyerte a versenyt That's How You Write a Song című dalával. Rybak végül 15. helyen végzett a Lisszabonban.
| Norvégia Oslo |

## A résztvevők
A NRK 2019. január 25-én jelentette be az élő műsorba jutottak névsorát egy sajtótájékoztató során, melyet az ország fővárosában, Osloban tartottak meg.
| Előadó            | Dal               | Szerző(k)                                                                       |
| ----------------- | ----------------- | ------------------------------------------------------------------------------- |
| Adrian Jørgensen  | The Bubble        | Jonas McDonnell, Aleksander Walmann, Kjetil Mørland                             |
| Anna-Lisa Kumoji  | Holla             | Ashley Hicklin, Jeroen Swinnen, Maria Broberg                                   |
| Carina Dahl       | Hold Me Down      | Ashley Hicklin, Jeroen Swinnen, Pele Loriano, Laurell Barker, Laura Groeseneken |
| Chris Medina      | We Try            | Chris Medina, Jason Gill, Tormod Løkling, Julimar Santos                        |
| D'Sound           | Mr. Unicorn       | Kim Ofstad, Jonny Sjo, Mirjam Omdal, Magnus Martinsen, Tormod Martinsen         |
| Erlend Bratland   | Sing For You      | Erlend Bratland, Arvid Solvang, Nils Egil Brandsæter                            |
| Hank Von Hell     | Fake It           | Hank von Hell, Andreas Werling                                                  |
| Ingrid Berg Mehus | Feel              | Ingrid Berg Mehus, Bjørnar Hopland, Anthony Modebe                              |
| KEiiNO            | Spirit in the Sky | Tom Hugo, Fred Buljo, Alexandra Rotan, Henrik Tala, Alex Olsson                 |
| Mørland           | En livredd mann   | Kjetil Mørland                                                                  |

## Döntő
A döntőt március 2-án rendezte az NRK tíz előadó részvételével Osloban, az Oslo Spektrumban. A végeredményt a nemzetközi zsűrik és a nézők szavazatai alakították ki.
| #  | Előadó            | Dal               | Eredmény     |
| -- | ----------------- | ----------------- | ------------ |
| 1  | Chris Medina      | We Try            | Kiesett      |
| 2  | D'Sound           | Mr. Unicorn       | Továbbjutott |
| 3  | Mørland           | En livredd mann   | Kiesett      |
| 4  | Anna-Lisa Kumoji  | Holla             | Továbbjutott |
| 5  | Erlend Bratland   | Sing For You      | Kiesett      |
| 6  | Ingrid Berg Mehus | Feel              | Kiesett      |
| 7  | Hank Von Hell     | Fake It           | Kiesett      |
| 8  | Carina Dahl       | Hold Me Down      | Kiesett      |
| 9  | Adrian Jørgensen  | The Bubble        | Továbbjutott |
| 10 | KEiiNO            | Spirit In The Sky | Továbbjutott |

A nemzetközi zsűri tagjai:
- Nicola Caligiore
- Sopho Toroshelidze
- Antonio Losada Vela
- Mads Enggaard
- Isabel Roma
- Peto Peritz
- Aleksandra Jovanovska
- Zbyszek Zalinski
- Bubnó Lőrinc
- Amit Wulff

| A nemzetközi zsűrik részletes pontjai | A nemzetközi zsűrik részletes pontjai | A nemzetközi zsűrik részletes pontjai | A nemzetközi zsűrik részletes pontjai | A nemzetközi zsűrik részletes pontjai | A nemzetközi zsűrik részletes pontjai | A nemzetközi zsűrik részletes pontjai | A nemzetközi zsűrik részletes pontjai | A nemzetközi zsűrik részletes pontjai | A nemzetközi zsűrik részletes pontjai | A nemzetközi zsűrik részletes pontjai | A nemzetközi zsűrik részletes pontjai | A nemzetközi zsűrik részletes pontjai |
| Előadó                                | Dal                                   | Olaszország                           | Grúzia                                | Spanyolország                         | Dánia                                 | Portugália                            | Svájc                                 | Macedónia                             | Írország                              | Magyarország                          | Izrael                                | Összesen                              |
| ------------------------------------- | ------------------------------------- | ------------------------------------- | ------------------------------------- | ------------------------------------- | ------------------------------------- | ------------------------------------- | ------------------------------------- | ------------------------------------- | ------------------------------------- | ------------------------------------- | ------------------------------------- | ------------------------------------- |
| Chris Medina                          | We Try                                |                                       |                                       |                                       |                                       |                                       |                                       |                                       |                                       |                                       |                                       | 0 zászló                              |
| D'Sound                               | Mr. Unicorn                           |                                       | Grúzia                                | Spanyolország                         |                                       |                                       |                                       | Macedónia                             | Írország                              |                                       |                                       | 4 zászló                              |
| Mørland                               | En livredd mann                       |                                       |                                       |                                       | Dánia                                 |                                       |                                       |                                       |                                       |                                       |                                       | 1 zászló                              |
| Anna-Lisa Kumoji                      | Holla                                 | Olaszország                           |                                       |                                       |                                       |                                       |                                       |                                       |                                       |                                       |                                       | 1 zászló                              |
| Erlend Bratland                       | Sing For You                          |                                       |                                       |                                       |                                       |                                       |                                       |                                       |                                       |                                       |                                       | 0 zászló                              |
| Ingrid Berg Mehus                     | Feel                                  |                                       |                                       |                                       |                                       |                                       |                                       |                                       |                                       |                                       |                                       | 0 zászló                              |
| Hank Von Hell                         | Fake It                               |                                       |                                       |                                       |                                       |                                       |                                       |                                       |                                       |                                       |                                       | 0 zászló                              |
| Carina Dahl                           | Hold Me Down                          |                                       |                                       |                                       |                                       |                                       |                                       |                                       |                                       |                                       |                                       | 0 zászló                              |
| Adrian Jørgensen                      | The Bubble                            |                                       |                                       |                                       |                                       | Portugália                            | Svájc                                 |                                       |                                       | Magyarország                          |                                       | 3 zászló                              |
| KEiiNO                                | Spirit In The Sky                     |                                       |                                       |                                       |                                       |                                       |                                       |                                       |                                       |                                       | Izrael                                | 1 zászló                              |

### Aranypárbaj
| Párbaj | Előadó           | Dal               | Szavazatok | Eredmény     |
| ------ | ---------------- | ----------------- | ---------- | ------------ |
| I.     | Adrian Jørgensen | The Bubble        | 55794      | Továbbjutott |
| I.     | Anna-Lisa Kumoji | Holla             | 6718       | Kiesett      |
| II.    | KEiiNO           | Spirit In The Sky | 11123      | Továbbjutott |
| II.    | D'Sound          | Mr. Unicorn       | 98328      | Kiesett      |

### Aranydöntő
| # | Előadó           | Dal               | Szavazatok | Eredmény |
| - | ---------------- | ----------------- | ---------- | -------- |
| 1 | Adrian Jørgensen | The Bubble        | 162608     | 2.       |
| 2 | KEiiNO           | Spirit In The Sky | 231937     | 1.       |